# Кюлемборг
Кю̀лемборг (на нидерландски: Culemborg, [ˈkyləmˌbɔrχ]) е град в централна Нидерландия, част от провинция Гелдерланд. Населението му е около 29 000 души (2019).
Разположен е на 5 метра надморска височина в Делтата на Рейн, на 19 километра югоизточно от Утрехт и на 30 километра северно от Хертогенбос. Селището се споменава за пръв път през 1281 година, а през 1318 година получава градски права и дълго време се ползва с широка автономия.

## Известни личности
Родени в Кюлемборг
- Хайнрих Волрад (1642 – 1664), граф
- Ян ван Рибек (1619 – 1677), колониален администратор

Починали в Кюлемборг
- Кристина фон Ербах (1596 – 1646), графиня
- Йохан Казимир фон Изенбург-Бюдинген (1660 – 1693), граф